# Holland Kelet-India

A Holland Kelet-indiai Társaság (VOC) és a Holland Kelet-India (Dutch East Indies) területének kiterjedése a történelem folyamán

Holland Kelet-India, hivatalosan Holland India (hollandul Nederlands-Indië; indonézül Hindia-Belanda) Hollandia gyarmata, melyből a második világháborút követően kialakult a mai Indonézia.
1800-ban a Holland Kelet-indiai Társaság államosított gyarmataiból jött létre. A 19. század folyamán a félszigeten megszilárdult és bővült a holland jelenlét. Legnagyobb kiterjedését a 20. század elején érte el. A második világháborút s a japán megszállást követően az indonéz nacionalisták 1945-ben kikiáltották országuk függetlenségét. Ennek valamint az ezután kibontakozó Indonéz Nemzeti Forradalom hatására Hollandia 1949 decemberében elismerte Indonézia függetlenségét.

## Előzmények: Holland Kelet-indiai Társaság
A Holland Kelet-indiai Társaságot (Vereenigde Oost-Indische Compagnie - VOC, azaz Egyesült Kelet-indiai Társaság) a 17. század elején alapították meg. A társaság megalapításának célja az volt, hogy erősítse Hollandia és a Maláj-félsziget közötti kereskedelmi kapcsolatot. 1700-ra létrejött egy jól megszervezett gyarmati rendszer. A VOC annyira megerősödött, hogy állam volt az államban. Az övé volt a legnagyobb hatalom a félszigeten. Miután a csődbe ment vállalat likviditását 1800. január 1-jén a helyreállították, területei a holland kormány irányítása alá kerültek.

## Egyeduralkodó birodalom megalapítása a szigetvilágban

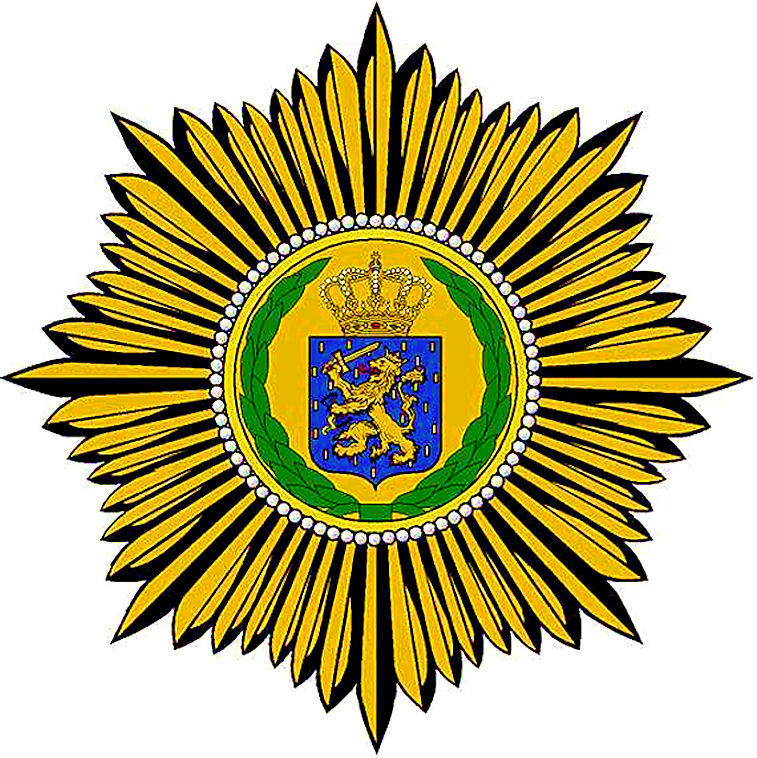
A Királyi Holland Indiai Hadsereg (Koninklijk Nederlands Indisch Leger - KNIL) címere.

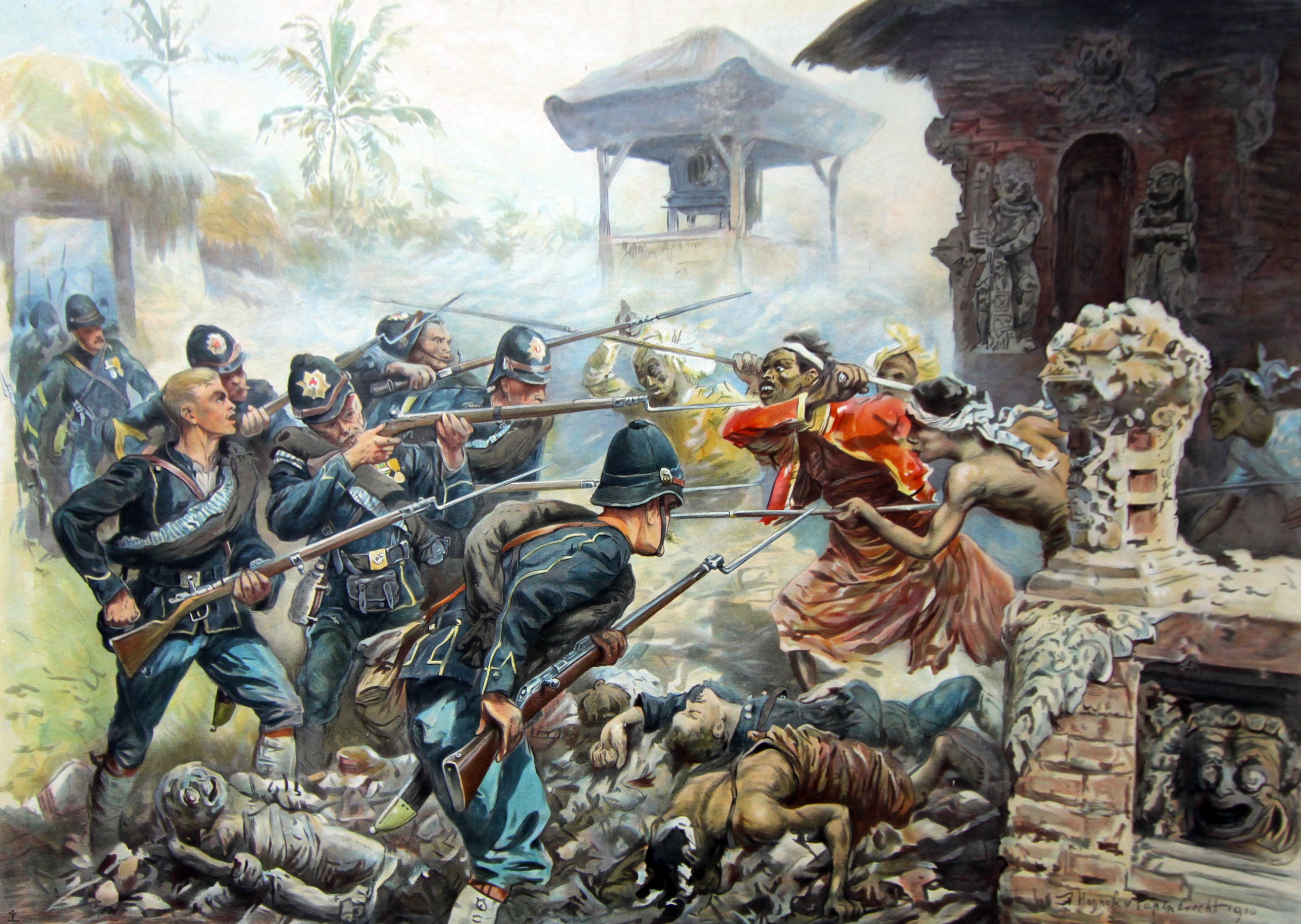
A Királyi Holland Indiai Hadsereg és bennszülöttek csatája 1894-ben.

A napóleoni háborúk idején az 1806 és 1816 közötti interregnum alatt a britek számos holland területen – többek között Jáván – átvették az irányítást a kelet-indiai térségben. Később a hollandok visszaszerezték ezen területek fölött is az ellenőrzési jogot. Az 1824-ben megkötött angol–holland szerződés szerint Hollandia átengedte az ellenőrzési jogot Malacca, a Maláj-félsziget és indiai területei felett az Egyesült királyságnak. Ezért cserében a hollandoknak átengedték többek között a Szumátrán alapított Bengkulu településeit. A Brit Malaja és a Holland Kelet-India között akkor megállapított határok leírása megegyezik a mai Indonézia és Malajzia között húzódó határvonallal. Holland Kelet-India fővárosa Batavia, a mai Jakarta volt. Ez ma is a köztársaság központja.
A Holland Kelet-India s azt megelőzően a VOC hatalma szinte csak jelképes volt. Csak a 20. század elején terjedt ki az ország ellenőrzése a mai Indonézia teljes területére. Bár Jáva a 350 év nagy része alatt holland fennhatóság alatt volt, jó néhány terület az idő nagy részében független maradt. Ezek közé a területek közé tartozik Aceh, Lombok és Borneó.

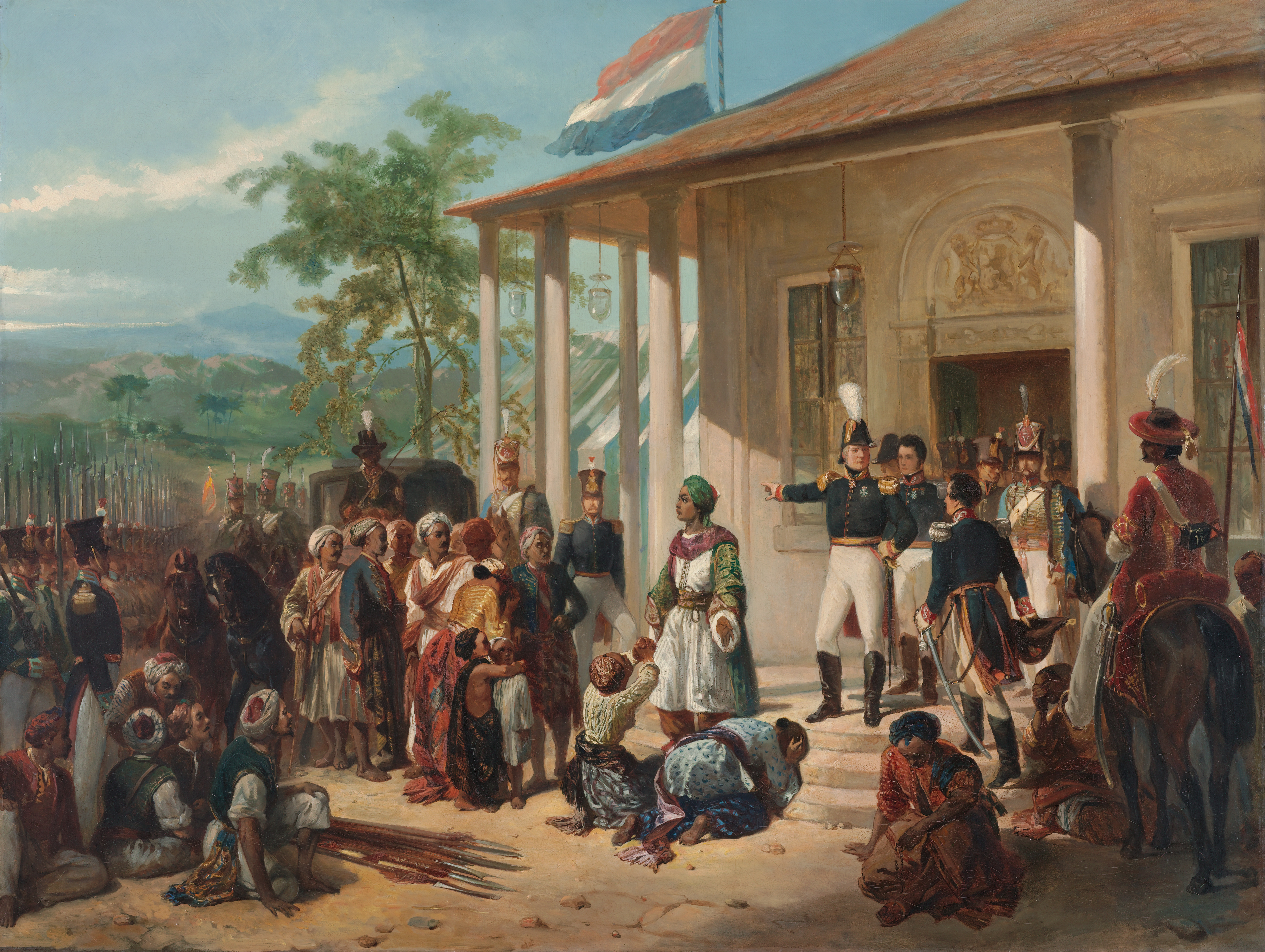
Diponegoro herceg behódolása De Kock tábornok előtt 1830-ban a jávai háború után.

A félszigeten mindenfelé robbantak ki háborúk és kisebb összetűzések, mivel a bennszülött indonéz csoportok (jávaiak, szundanézek) megpróbálták megakadályozni, hogy holland egyeduralom jöjjön létre. Ez gyengítette Hollandia ellenőrzési lehetőségeit, s lekötötte haderejét. A 17. században a VOC fejlett fegyvereket és Celebeszen élő bugi valamint a Maluku szigetén élő amboni zsoldosokat használta a szigetvilág számos területén fennálló kereskedelmi érdekeik terjeszkedése és védelme érdekében. A holland kelet-indiai időszak leghosszabb háborúi a szumátrai Padri háború (1821–1838), a Diponegro herceg irányításával kirobbant jávai háború (1825–1830) és a harminc évig tartó véres acehi háború volt. Bár mindegyik jelentős holland fölénnyel végződött.
A 19. század hátralévő részében is törtek ki felkelések mind Jáva, mind Szumátra szigetén. A balinézek ellenállása miatt az 1846 és 1849 között a Bali meghódítására indított expedíció is sikertelenül zárult. A Banjarmasini háború végeredményeképp a hollandok legyőzték az ott uralkodó szultánt. Acehben gerilla vezetők erőszakkal távol tartották szigetüktől a hollandokat. Ez az 1873 és 1908 között lezajlott összetűzés volt a leghosszabb és a legvéresebb konfliktus. A harcok végén Aceh felkelői megadták magukat. Az indonéz természeti kincsek kitermelése leérte Jávát is, s a legtöbb, külsőnek számító sziget is közvetlen holland irányítás vagy holland befolyás alá került. A jelentős indonéz kalóztevékenység egészen a 19. század közepéig problémát jelentette a hollandoknak.
J.B. van Heutsz főkormányzó időszaka alatt a kormányzat kiterjesztette közvetlen hatalmát Holland Kelet-India legnagyobb részére, s ezzel lefektette a modern indonéz állam alapköveit. Kisebb felkelésekkel kísérve, de a hollandok átvették a hatalmat a még független uralkodók területén is, de az ő gazdagságukat és pompájukat a holland növekedés alatt is megőrizhették; Celebesz délnyugati részét 1905–1906-ban, Balit pedig 1906–1908-ban két részletben foglalták el. A Nyugat-Pápuához tartozó Madárfej-félszigetet 1920-ban foglalták el a hollandok. Ezzel a végső területszerzéssel alakult ki a függetlenségét 1945-ben kikiáltó Indonéz Köztársaság területe. Ekkor még nem tartozott a mai országhoz Holland Új-Guinea, mely 1965-ben került indonéz fennhatóság alá.

## Gazdaság- és társadalomtörténet

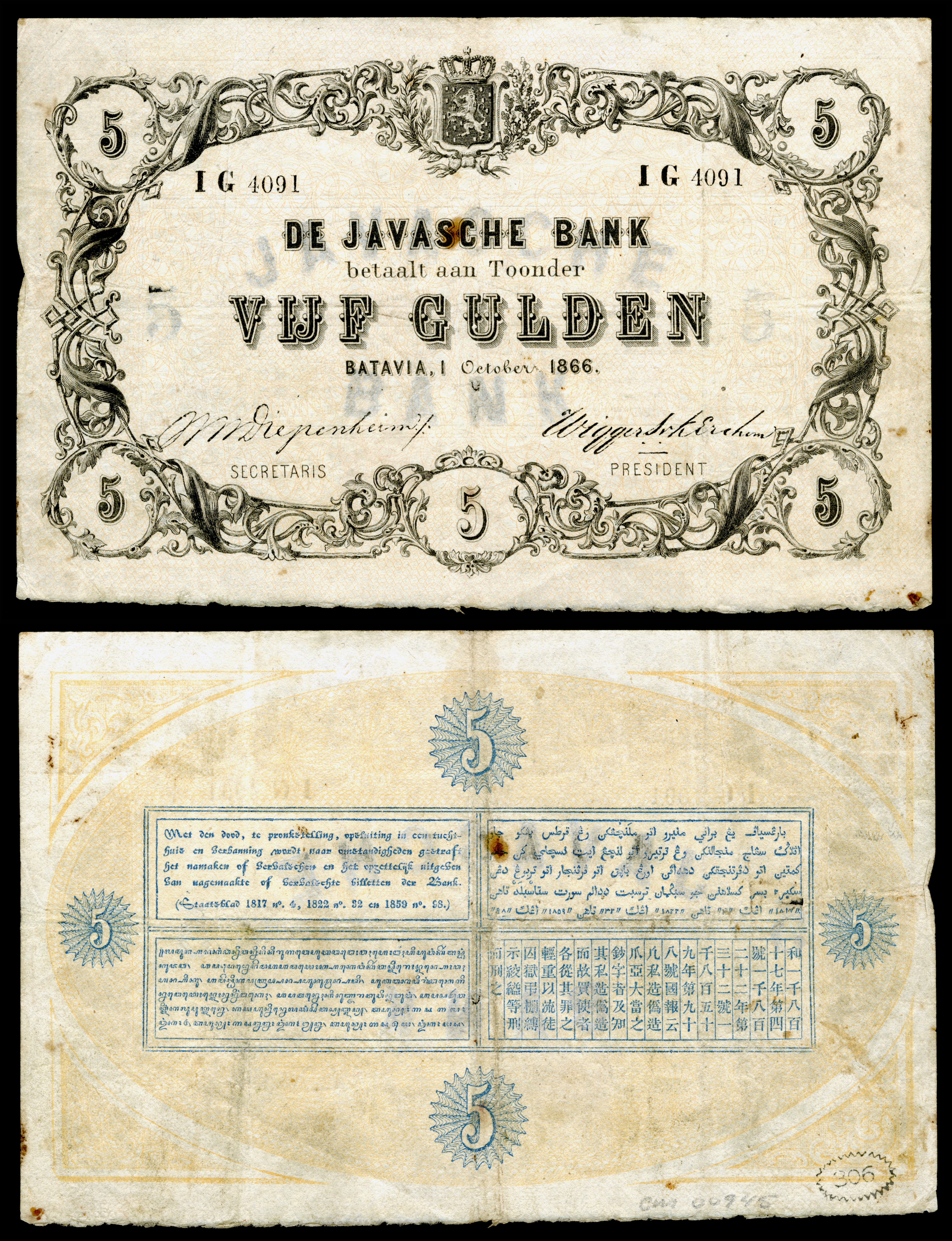
A holland gyarmaton a jegybank szerepét a Javasche Bank töltötte be, mely a holland guldennel egyenértékű holland-indiai gulden bankjegyeket bocsátott ki. A képen egy 1866-os 5 guldenes bankjegy elő- és hátoldala látható.

A hollandok viszonyát gyarmataikhoz három, egymást valamelyest átfedő időszakra lehet felbontani: a művelési rendszer, a liberális időszak és az etikus időszak. Ezen időszakok alatt, egészen az indonéz függetlenség kikiáltásáig, a terület javainak felkutatása és kitermelése Hollandia iparosodását segítette. Például Jáván nagy területeket műveltek meg az itteni földművesek. A terményeket kínai közvetítők közbeiktatásával európai kereskedőknek továbbították. A második világháborút megelőzően a világ kinin és csípős paprika termelésének nagyobb részét, gumitermelésének több mint egyharmadát, kókuszdiótermésének egynegyedét, tea-, cukor-, kávé- és olajkészletének egyötödét Holland Kelet-India biztosította. Indonéziának köszönhetően Hollandia a világ egyik legbefolyásosabb gyarmatbirodalma lett.

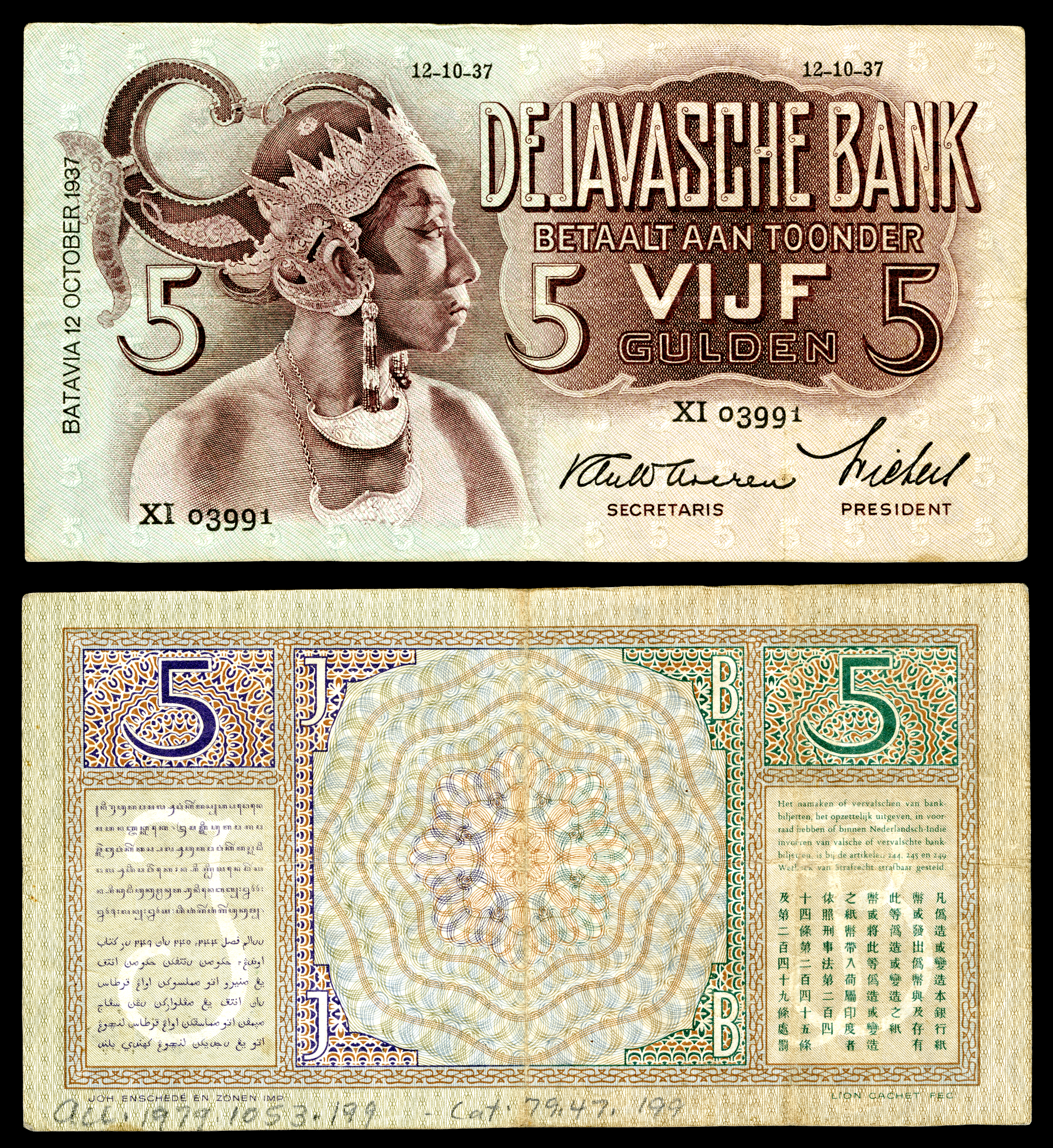
A Javasche Bank 1937-es 5 guldenes bankjegyének elő-és hátoldala.

A holland földadóból visszajuttatott egyre nagyobb összeg ellenére a holland támogatások alig fedezték a jávai és a padri háborúk kiadásait. Belgium 1830-as elvesztése Hollandiát a csőd szélére sodorta, s emiatt megindult az indonéz erőforrások, kincsek gyors ütemben történő kitermelése. 1830-ban új főkormányzót neveztek ki a terület élére, Johannes van den Boscht, aki öt évig vezette Holland Kelet-Indiát. Jáván egy kormányzati felügyelettel működő mezőgazdasági rendszert vezettek be. Ezt nevezik művelési rendszernek (hollandul cultuurstelsel); Jáva nagyobb része holland ültetvényes terület lett, s profittermelő, önfenntartó gyarmattá vált, s ez mentette meg Hollandiát az államcsődtől. Másik oldalról viszont éhség és járványok vártak az 1840-es években az indonéz földművelőkre.
A Hollandiában felkavart indulatok miatt a liberális időszakban a művelési rendszer eredményeit majdnem mind eltörölték. 1870-től az indonéz termelőknek nem volt kötelező terményeiket az exportpiacokon értékesíteni, hanem olyan szabad vállalkozásokat alapíthattak, melyek nagy ültetvényeket irányítottak. Például a cukortermelés 1870 és 1885 között megduplázódott, új termények mint például a tea vagy kína termett, bevezették a gumiültetvényeket, s ennek következtében nagy mértékben megnőtt a hollandok nyeresége. Ezek következtében azonban csökkent a rizs termőterülete, s így a Jáván növekvő népesség között éhség tört ki. Változások nem csak Jáván voltak megfigyelhetőek: az iparosodó Európában nagy kincsnek számított a Kalimanntanon és Szumátrán termelt olaj is. A hollandok kereskedelmi érdekterülete túlnőtt Jáván, s a 19. század második felében több környező sziget is közvetlen holland irányítás vagy befolyás alá került.
1898-ban Jáva lakossága 28 millió fő volt, a többi környező szigeten pedig mindegy 7 millióan laktak.
1901-ben a hollandok bevezették az általuk etikus politikának nevezett rendszert, melynek keretei között a gyarmati kormányzat feladatai közé tartozott Indonézia lakosságának egészségügyi és oktatási rendszerének fenntartása. Az új, helyben megoldandó politikák közé tartozik még az áttelepítési program, a kommunikáció, az özönvizek enyhítése, az iparosítás és a helyi ipar védelme. A politikai változások növelték a gyarmati kormány önállóságát, a központi kormányzattól egyre több hatáskör átkerült a helyi szervekhez. Bár többet foglalkoztak vele mint előtte, a humanitárius politika szinte hatástalan maradt. Míg a másod- és harmadgenerációs tanult lakosság tudott írni, olvasni, az indonéziaiak túlnyomó része analfabéta volt. Általános iskolákat állítottak fel, ahova hivatalosan mindenki járhatott, de 1930-ig az iskolás korúaknak csak 8%-a részesült oktatásban. Az iparosodás nem hatott jelentősen az indonéziaiak nagy többségének életére, és a terület mezőgazdasági gyarmat maradt. 1930-ban 17 olyan város volt, melynek lélekszáma meghaladta az 50.000 főt, s ezek összlakossága 1,87 millió fő volt. Az oktatási és a jól kifejlesztett politikai reformoknak köszönhetően kialakult egy szűk elitréteg, melynek tagjai bennszülött indonéziaiak voltak, s akik támogatták egy független és egységes Indonézia létrehozatalát. Ez az új állam összefogná Holland Kelet-India egymástól eltérő bennszülött csoportjait. A 20. század eleje Indonéziában, az indonéz virágzás korszaka alatt a nemzeti mozgalmak gyors ütemben fejlődtek, de ezzel arányosan növekedett a holland elnyomás mértéke is.

## A holland gyarmati uralom vége
A második világháborúban a terület megszállása és elfoglalása Indonéziában a gyarmati állam végét jelentette, mivel Japán a hollandok területei közül amennyit csak tudott, elfoglalt. Az elüldözött hollandok helyén saját rendszerüket erősítették meg. Bár a felsővezetői pozíciókat japánok foglalták el, a holland állampolgárok is számos vezetői tisztséget tölthettek be. Miután Japán 1945. augusztusban megadta magát a nacionalista vezetők – Sukarno és Hatta kikiáltották Indonézia függetlenségét. Mivel a hollandok megpróbálták ismét létrehozni gyarmatukat, egy négy és fél éves harc vette kezdetét. Bár a holland erők visszafoglalták Indonézia területének nagyobb részét, emiatt gerillaháborúk törtek ki. Ennek nyomására az indonéz lakosság és a nemzetközi közvélemény is az ország függetlenedésének pártjára állt. 1949. decemberben Hollandia hivatalosan is elismerte az ország függetlenségét.

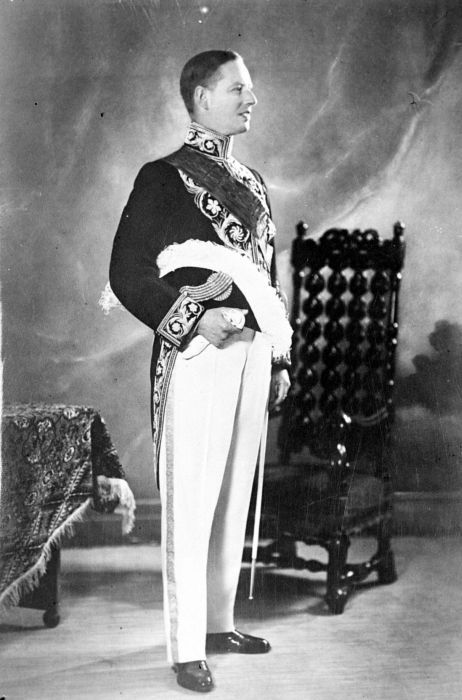
Alidius Tjarda van Starkenborgh Stachouwer (1888-1978) Holland Kelet-India főkormányzója (Gouverneur-generaal van Nederlands Indië) 1936-1942 között.

Az 1949-ben kötött szerződés azonban nem rendezte Nyugat Új-Guinea helyzetét, mely továbbra is holland irányítás alatt állt. Sukarno idejében a kormány megpróbálta elérni, hogy ezek a területek is indonéz fennhatóság alá kerüljenek. 1961–1962-ben fegyveres összeütközés tört ki, melynek folyamán a tengeren is összemérte a két ország erejét. Az Egyesült Államok arra késztette Hollandiát, hogy a New York-i Egyezményben rögzítettek szerint adja át a területeket Indonéziának még az év augusztusában. Ugyanekkor változtatta meg az ausztrál kormány is álláspontját, s innentől az indonéz felügyeleti jogot támogatta.

## Általánosságban
- Braudel, Fernand, The perspective of the World, vol III in Civilization and Capitalism, 1984
- Reid, Anthony. The Indonesian National Revolution 1945-1950. Melbourne: Longman Pty Ltd (1974). ISBN 0-582-71046-4
- Ricklefs, M.C.. A Modern History of Indonesia, 2nd edition. MacMillan, chapters 10–15. o. (1991). ISBN 0-333-57690-X
- Vickers, Adrian. A History of Modern Indonesia. Cambridge University Press (2005). ISBN 0-521-54262-6
- Witton, Patrick. Indonesia. Melbourne: Lonely Planet, 23–25. o. (2003). ISBN 1-74059-154-2